# 요정

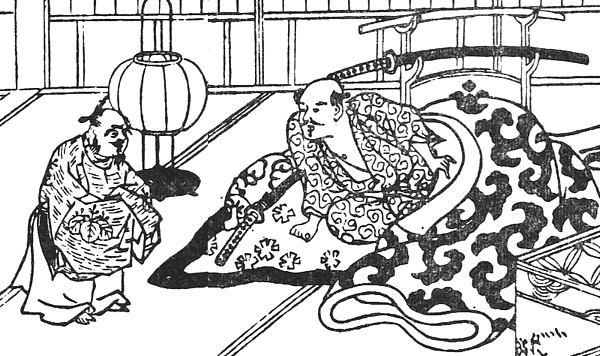
하우스 스피릿인 자시키 와라시는 대여섯 살짜리 아이 크기로, 해롭지 않은 장난을 치기 쉽고 가끔 장난을 치기도 한다.

요정(妖精, 영어: Fairy 페어리[*])은 전설 속에 등장하는 초자연적인 존재로 흔히 조그만한 인간 형태를 하고 있는 것으로 그려지지만 실제로는 흔히 알려진 인간의 모습 말고도 반인반수(半人半獸)나 사람이 아닌 동물, 더 나아가 그도 아니거나 무생물(산, 강, 바다, 돌 등)의 형상을 가진 존재들도 요정이라 불린다. 이 낱말은 'Fairy'의 번역어처럼 보이지만 옛 문헌에도 꽤 나오는 말이다.

## 같이 보기
- 페어리
- 엘프
- 도비